# 吕继宏
吕继宏（1960年—），男，汉族，甘肃天水人，中华人民共和国歌唱家、政治人物，海军政治部文工团演员，第十二届全国人民代表大会解放军代表，中国共产党党员（1997年入党）。

## 生平
毕业于中国音乐学院声乐专业。2008年当选为第十一届全国人大代表。2013年当选为第十二届全国人大代表。